# 兰卡威环境宣言
蘭卡威環境宣言（英語：Langkawi Declaration）是大英國協政府首腦會議就永續性問題發表的宣言，於1989年10月21日在馬來西亞蘭卡威舉行的第十屆大英國協政府首腦會議期間發布。

## 概述
蘭卡威環境宣言涵蓋了與環境相關的廣泛主題，指責“過去在管理自然環境和資源方面的疏忽”。它列出了大英國協成員國的政府首腦們認為的主要環境問題：溫室效應、臭氧層破壞、酸雨、海洋污染、水土流失和物種滅絕。蘭卡威環境宣言確認，這些問題超越了國界，因此需要大英國協等國際組織的參與，協調解決這些問題的戰略。